# Stefan Blöndal
Stefan Blöndal (født 1964 i København) er en dansk kunstmaler. 
Som 13-årig begyndte Stefan Blöndal sin karriere ved at tegne blyant-, tusch- og kultegninger på Glyptotekets tegne- og maleskole. Samme år vandt han en tegnekonkurrence i Danmark med maleren Wilhelm Freddie som jurymedlem. 
I 1987 debuterede Stefan Blöndal med oliemalerier i Den Frie Udstillingsbygning, København. Siden har han udstillet med talrige gruppe- og separatudstillinger i Danmark, Sverige, Tyskland, Frankrig, Monaco, de Forenede Arabiske Emirater og England.

## Priser og udmærkelser
- Guldmedalje “Stanislas” på International Udstilling, Nancy, Frankrig
- 2. Pris på international udstilling, Nice
- Sølvmedalje på Int. Udstilling, Vittel, Frankrig
- Publikums Pris på Int. Udstilling, Nice
- Sølvmedalje på Int. Udstilling, Sarrebourg, Frankrig
- Villefranche-sur-Mer Medalje på Int. Udstilling, St.-Jean Cap Ferrat, Frankrig
- Billedhugger, professor Gottfred Eickhoff og hustru Maleren Gerda Eickhoffs Legat
- Maleren Henry Heerups Legat
- St. Paul de Vence Medalje på Int. Udstilling, Nice
- Direktør J.P. Lund og hustru Vilhelmine, født Bugges Legat
- Coupe Art et Création på Int. Udstilling, Vittel, Frankrig
- Hæderspris for kunstnerisk formåen, Johan M. Dæhnfeldt og hustru Randi Dæhnfeldt´s Fond

## Bestillingsopgaver
- Div. klassiske CD-omslag 1985-2012
- Illustration til novelle publiceret i Politiken 1989
- Logo til Ørnereservatet, Nordjylland 1990
- Udsmykning på Socialcenter Christianshavn 1992
- Udsmykning på Det Ny Teater, København 1993/-94
- Officielle portrætbestillingsopgaver, bl.a. skuespilleren Frits Helmuth (Privatteatret), Prof. Dr. Jens Schou (Panum Instituttet), Prof. Erling Blöndal Bengtsson (Det Kgl. Danske Musikkonservatorium, København).

## Hobby
Stefan Blöndal er falkonér. Som helt ung tog han en falkoneruddannelse i England. Han har haft vandrefalke og en mongolsk slagfalk (sakerfalk), som han flyver med på Amager Fælled. Med denne falk, Sayana, har han været i danske mediers søgelys. Blandt andre i udsendelsen Natursyn, Danmarks Radio og artikel i Amager Bladet.

## Familie
Stefan Blöndal er siden 1991 gift med den russiskfødte koncertpianist Nina Kavtaradze.
Hans far var cellisten Erling Blöndal Bengtsson (1932 - 2013).
Hans bror er smykkekunstneren Henrik Bløndal Bengtsson.
Den islandske maler Gunnlaugur Blöndal (1893-1962) var Stefan Blöndals farmors fætter.